# Església de Jesucrist dels Sants dels Darrers Dies a Portugal

L'Església de Jesucrist dels Sants dels Darrers Dies compta amb dues missions a Portugal: Lisboa i Porto.

L'Església de Jesucrist dels Sants dels Darrers Dies a Portugal és la comunitat dels mormons portuguesos.
Les primeres reunions de L'Església de Jesucrist dels Sants dels Darrers Dies realitzades en Portugal van ser entre les Forces Armades dels Estats Units estacionades al país a principis de 1970. Més tard, en 1974, el President de l'Església Spencer W. Kimball va visitar Portugal i va rebre la confirmació que l'Església seria reconeguda i que els missioners podien començar a treballar al país.
El novembre de 1974, el élder William Grant Bangerter dels Setanta va arribar a Lisboa per presidir la recentment creada Missió Portugal Lisboa. Quatre missioners van ser transferits d'una missió en Brasil per començar el treball. Les primeres reunions de la IJSDD van ser realitzades a la casa d'un membre de l'ambaixada canadenca que vivia en Portugal.
El juliol del 1975 hi havia 100 membres portuguesos i es van ser adherint fins a ser 1000 al juliol de 1978. Avui hi ha més de 38.000 membres organitzats en desenes de congregacions locals. Aquestes congregacions, anomenades ales i branques, serveixen com a centre de totes les activitats de l'Església local, incloent els cultes dels diumenges i classes per als nens, joves i adults, homes i dones. Activitats durant la setmana proporcionen oportunitats d'instrucció addicional, esdeveniments socials i ofertes culturals com a dansa, musicals i teatres a més d'actuacions esportives.
Portugal no posseeix cap temple SDD. El més proper es troba en Madrid, el qual és freqüentat per la majoria dels mormons portuguesos.
Església de Jesucrist dels Sants dels Darrers Dies a Portugal disposa de 20 centres d'història familiar.